# Ulrich von Paldau

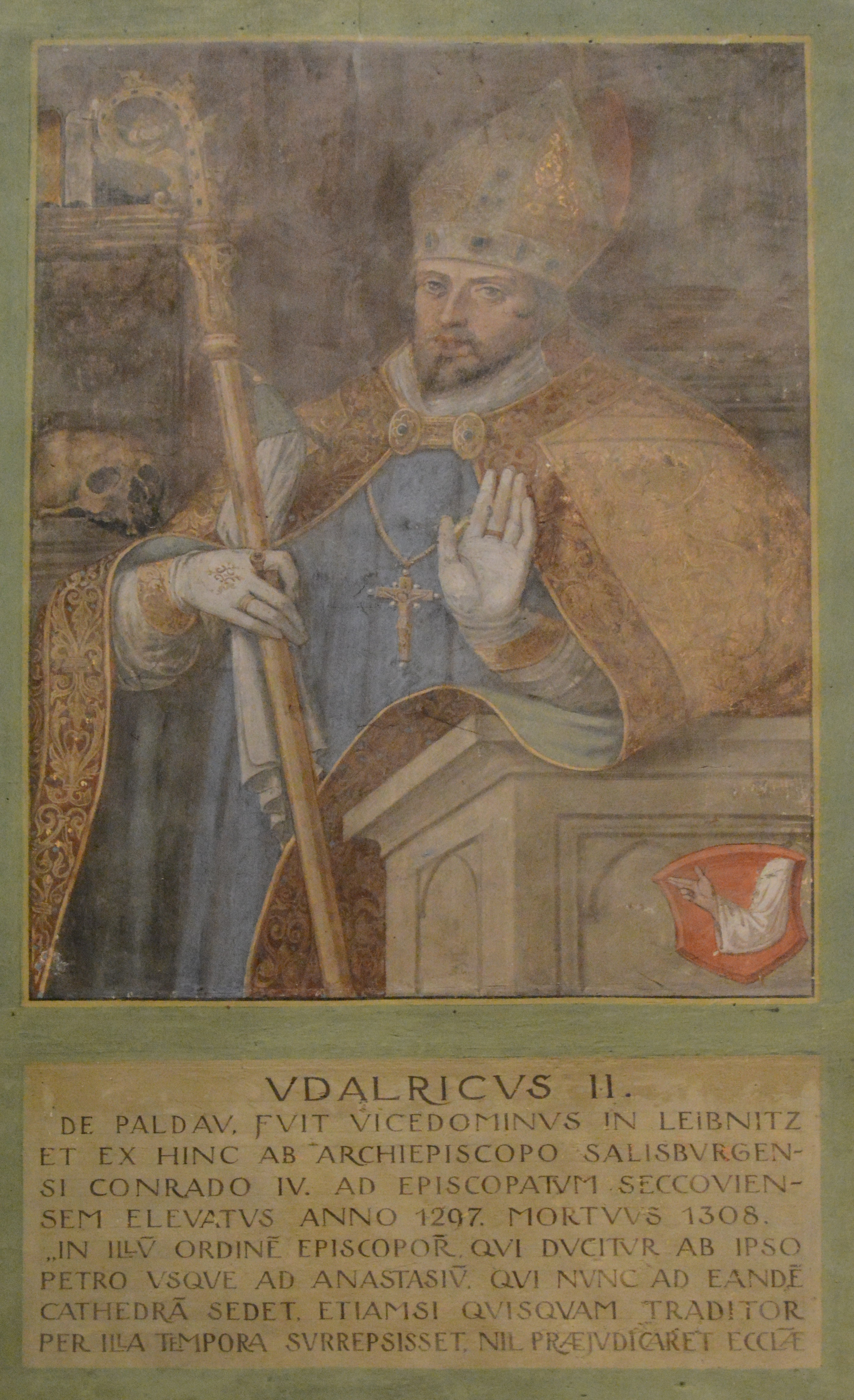
Halbfigurenportrait Bischof Ulrich II. von Paldau, Basilika Seckau, Bischofskapelle (Darstellung um 1595)

Ulrich von Paldau († zwischen dem 28. Januar und 4. Februar 1308) war als Ulrich II. Bischof von Seckau.
Ulrich von Paldau entstammte dem Rittergeschlecht der von Paldau (nach Baldau bei St. Georgen an der Stiefing), sein Vater Konrad stand im Dienst des Seckauer Bischofs Leopold. Von 1288 bis 1290 war Ulrich Vizedom in Leibnitz, 1290 Pfarrer von Pettau, ab 1295 von Marburg und 1296 Archidiakon der Unteren Mark.
Im Jahr 1297 wurde er zum Seckauer Bischof ernannt und am 24. September 1297 geweiht, als er in Wien bei der Versöhnung von Herzog Albrecht I. und Erzbischof Konrad von Fohnsdorf anwesend war.
Ulrich von Paldau war vielfach im Dienst des Erzbischofs tätig und war auch einer seiner Geldgeber. Er unterstützte 1301 Herzog Albrecht im Kampf gegen Pfalzgraf Ruprecht I. bei Rhein und den späteren böhmischen König Rudolf II. von Habsburg in seinem Bemühen um die Königskrone.
1305 ließ Bischof Ulrich die Festung Bischofegg bei Eibiswald erbauen. Er verstarb im Jahr 1308, seine Grabstätte ist nicht belegt.